# 那加站
那加站（日语：／ Naka eki */?）是位於日本岐阜縣各務原市那加本町的東海旅客鐵道（JR東海）高山本線鐵道車站。

## 車站構造
對向式月台2面2線，可進行列車交會的地面車站。有木造站舍。不設廁所。
岐阜站負責管理的無人車站。設置有TOICA専用簡易改札機。沒有自動售票機。

### 月台配置
| 月台 | 路線     | 方向 | 目的地             |
| ---- | -------- | ---- | ------------------ |
| 1    | 高山本線 | 上行 | 岐阜、名古屋方向   |
| 2    | 高山本線 | 下行 | 美濃太田、高山方向 |

與各務原線新那加站間曾經設有連絡線，供陸軍各務原飛行場貨物輸送。戰後美軍佔領時代由DED8500形行駛。

## 車站周邊
各務原市代表車站。周邊商店與住宅林立。
- 名古屋鐵道各務原線 新那加站（徒步1分）。
- 岐阜縣立各務原西高等學校
- 各務原市總合體育館
- 金屬團地

## 历史
- 1920年（大正9年）11月1日 - 高山線（1934年改名高山本線）岐阜 - 各務原間開通同時開業。旅客及貨物取扱開始。
- 1968年（昭和43年）10月1日 - 貨物取扱廢止。
- 1987年（昭和62年）4月1日 - 國鐵分割民營化成為東海旅客鐵道（JR東海）車站。
- 2010年（平成22年）3月13日 - TOICA導入

## 相鄰車站
東海旅客鐵道
 高山本線
長森（CG01）－那加（CG02）－蘇原（CG03）